# Испанский священник
«Испа́нский свяще́нник» (англ. The Spanish Curate) — комедия английских драматургов Джона Флетчера и Филиппа Мэссинджера, написанная и впервые поставленная в 1622 году.

## Содержание
Действие происходит в Кордове. В пьесе параллельно развиваются два слабо связанных между собой сюжета.
Источником основного, «серьёзного» сюжета послужил роман испанского писателя Гонсало де Сеспедеса «Трагическая поэма об испанце Жерардо» (исп. Poema trágico del español Gerardo, y desengaño del amor lascivo; 1615—1617), английский перевод которого вышел из печати в начале того же 1622 года под названием «Жерардо, несчастный испанец» (англ. Gerardo, the Unfortunate Spaniard).
В центре основного сюжета — двое не ладящих друг с другом братьев. Старший, дон Энрике, по праву первородства получил бо́льшую часть богатого отцовского наследства; однако у Энрике и его жены Виоланты нет детей, поэтому после смерти Энрике состояние должно перейти к его младшему брату дону Хайме. Не желая делиться с ненавистным братом, Энрике официально признаётся, что имеет сына от бедной женщины, которую любил в молодости, и объявляет мальчика своим наследником. Это, однако, вызывает ярость Виоланты, и та пробует войти в сговор с Хайме, чтобы убить мужа и его сына и завладеть наследством.
В финале братские чувства берут верх, Энрике и Хайме мирятся, а Виоланту заключают в монастырь.
Побочный, комедийный сюжет — попытки молодого аристократа Леандро (друга Хайме) соблазнить Амаранту, жену стряпчего Бартолуса (который представляет Энрике в суде).
Активное участие в побочном сюжете принимают плутоватый священник Лопес и его пономарь Дьего. Как и «Своенравный сотник», пьеса «Испанский священник» названа по второстепенному комическому персонажу.

## Атрибуция текста
Ввиду весьма узнаваемого стиля Флетчера, определение доли участия каждого из соавторов не вызывает среди литературоведов существенных разногласий. Американский филолог Сайрус Хой даёт следующее разделение фрагментов комедии между двумя драматургами:
Мэссинджер: акт I; акт III, сцена 3; акт IV, сцены 1—2 и 4; акт V, сцены 1 и 3.
Флетчер: акт II; акт III, сцены 1—2 и 4; акт IV, сцены 3 и 5—7; акт V, сцена 2.
Таким образом, основным сюжетом занимался преимущественно Мэссинджер, а побочным — Флетчер.

## Публикации
Пьеса впервые издана в первом фолио Бомонта и Флетчера (1647). Включена также во второе фолио (1679).
Русский перевод, выполненный Михаилом Лозинским в 1932 году, впервые был опубликован отдельным изданием в 1935 году, затем несколько раз переиздавался и в 1965 году вошёл в состав двухтомного собрания сочинений Бомонта и Флетчера.

## Постановки
Комедия была впервые поставлена лондонской актёрской труппой «Слуги короля» в конце 1622 года. Разрешение королевского распорядителя увеселений на постановку датировано 24 октября; 26 декабря пьесу играли при дворе.
Пользовалась популярностью в эпоху Реставрации. Сэмюэл Пипс в своём знаменитом дневнике упоминает, что видел её 16 марта 1661 года и 17 мая 1669 года.
«Испанский священник» с его сатирическим показом духовенства неоднократно ставился на сценах советских театров (МХАТ 2-й, 1934; Кизеловский драматический театр, 1944; Челябинский театр драмы, 1949; Театр драмы Латвийской ССР, 1949; Ленком, 1950; Центральный театр транспорта, 1950; Грузинский театр имени Шоты Руставели, 1954; Пензенский областной драматический театр имени А. В. Луначарского, 1969; Ивановский областной драматический театр, 1984 и др.).